# La Chapelle-des-Marais
La Chapelle-des-Marais är en kommun i departementet Loire-Atlantique i regionen Pays de la Loire i nordvästra Frankrike. Kommunen ligger i kantonen Herbignac som tillhör arrondissementet Saint-Nazaire. År 2022 hade La Chapelle-des-Marais 4 424 invånare.

## Befolkningsutveckling
Antalet invånare i kommunen La Chapelle-des-Marais
| Referens: INSEE |